# Fédération agraire argentine
Pour les articles homonymes, voir FAA.
La Fédération agraire argentine  (en espagnol Federación Agraria Argentina, en abrégé FAA) est une organisation patronale argentine des petits et moyens producteurs agricoles. Actuellement, la FAA est présidée par Andrea Lucía Sarnari. 
Fondée en 1912 dans le sillage d’une révolte historique des métayers et petits paysans (chacareros) de la pampa, et alors que prévalait encore le traditionnel système latifondiaire, la FAA se fixa pour mission de défendre les intérêts des petits exploitants agricoles contre la grande propriété terrienne, contre les oligopoles de distribution, de transport et d’entreposage, et contre les autorités gouvernementales, globalement favorables alors à l’oligarchie foncière. Si, en ce qui concerne le gouvernement, c’est la confrontation qui prédomina dans les décennies 1920 et 1930, la FAA cependant consentit à partir de 1949, sous le péronisme, à se rapprocher des autorités publiques et à s’intégrer dans les organismes agraires de concertation et de soutien mises en place par le gouvernement (dont notamment un système de crédit adossé à la banque nationale).
La FAA, structurée en un comité central doublé d’un vaste réseau d’entités locales associées répandues sur tout le territoire de l’Argentine (y compris des organisations de jeunesse), s’appliquait à contrecarrer l’arbitraire des grands propriétaires (en particulier l’expulsion des métayers), à préserver l’agriculture familiale (encore très vivace en Argentine), à garantir des prix minimum pour les productions des petits exploitants, à régulariser le marché contre les fluctuations internationales des prix, et surtout à promouvoir l’accès à la propriété des terres, notamment en plaidant pour une politique publique idoine. Dans ses modalités d’action, une place centrale était (et est encore) réservée au coopérativisme, que la FAA voulait, et continue de vouloir, intégral, c’est-à-dire associant ta totalité des petits producteurs et couvrant toute la chaîne d’activité (achat de matériel et d’intrants, transport et entreposage, commercialisation, exportation) ; de fait, la FAA réussit à créer des coopératives en grand nombre sur tout le territoire argentin, surtout sous le péronisme, quand le coopérativisme était devenu aussi le credo officiel du gouvernement. La loi sur les fermages adoptée à cette même époque alla dans le sens des revendications de la FAA.
À l’heure actuelle (2019), la FAA fournit des services d’assistance à l’extension agricole, gère des caisses de crédit rurales, assiste le petit exploitant en matière technique (semences), gère un vaste réseau de coopératives, offre des services de mutualité, et s’efforce d’œuvrer au niveau politique pour obtenir des changements législatifs allant dans le sens des intérêts de ses affiliés.

## Présentation

### Composition et membres
La FAA ambitionne de regrouper sous son égide les petits et moyens agriculteurs travaillant sur le mode de l’agriculture familiale. Ses membres sont répartis dans des Filiales, des Centres de jeunesse (Centros Juveniles), des Entités affiliées, des Associations (ou Groupes) de femmes fédérées, et des Entités associées dispersées sur tout le territoire de l’Argentine.
- Les Filiales sont des organisations locales, auxquelles le producteur agricole participe activement. Elles se composent d’associés (socios) siégeant dans un Comité de direction (Comisión Directiva).
- Les Centres de jeunesse ont pour but d’organiser et de former les enfants d’agriculteur âgés entre 15 et 30 ans.
- Le terme Entités affiliées recouvre l’ensemble des associations civiles, des coopératives, des chambres de commerce, des mouvements issus du monde agricole et pouvant s’identifier avec la représentation syndicale de la FAA.
- Les Groupes de femmes fédérées se composent de femmes rurales qui, partageant les idées de la FAA, ont décidé de s’impliquer dans l’activité syndicale de l’organisation, et tentent par là d’influer sur les politiques publiques menées, avec un souci particulier pour le statut de la femme.

Toutes ces entités de base sont habilitées à participer directement, avec droit de parole et droit de vote, au Congrès annuel ordinaire, lequel est appelé à fixer les stratégies syndicales à mettre en œuvre. Quant aux Entités associées (Entidades adheridas), elles ont voix au chapitre lors des Congrès, mais ne sont pas en droit de voter.
Un certain nombre de ces entités de base constituent le « complexe fédéré » ; ce sont : la coopérative agricole Agricultores Federados Argentinos ; la Mutual Federada 25 de Junio, qui offre une couverture médicale aux familles d’agriculteurs ; la Fundación Fortalecer, qui apporte son assistance technique dans le secteur agroalimentaire et industriel ; la Fundación Federación Agraria Argentina, qui se charge de l’instruction des producteurs en leur dispensant des formations ; la Cooperativa Colonizadora Argentina, qui œuvre à ce que des familles rurales puissent bénéficier de l’attribution de terres domaniales (« fiscales ») inoccupées dans tout le pays ; la CAFER, structure de commercialisation au service des entités de base d’Entre Ríos ; la Cooperativa de Créditos ; et la Cooperativa de Carnes Alternativas Federada, nouvel instrument conçu pour favoriser le développement de l’agriculture familiale.

### Structures de fonctionnement
L’entité syndicale proprement dite comprenait, dans les premières décennies de l’existence de la FAA, trois échelons organisationnels, remplissant chacun une fonction importante : le niveau central, la section et l’échelon comarcal (±cantonal). À l’échelon central étaient définis les contours généraux des politiques, tandis qu’à travers les sections locales, la FAA s’assurait de disposer d’un fort enracinement dans la base sociale. Dans les assemblées générales des sections, l’on désignait les délégués à envoyer aux congrès généraux ordinaires annuels. Inversement, le niveau central de l’organisation exerçait sa tutelle sur les instances locales par ceci que des délégués du Comité directeur participaient au travail des sections et par la figure de l’inspecteur qui y remplissait une fonction de surveillance. 
L’instance cantonale était cruciale comme lieu de cristallisation des intérêts, vu que c’était là qu’étaient présentées et discutées les propositions respectives des sections et des coopératives, et que l’on s’efforçait de parvenir à des conclusions de portée régionale. Cette mécanique décisionnelle impliquait de confronter entre eux des intérêts très spécifiques, de négocier à leur sujet, et de les replacer dans une perspective plus générale. La procédure particulière qui régissait le processus d’estimation du salaire à verser à l’ouvrier agricole pour accomplir la récolte ou du prix de vente du grain peut servir d’exemple illustrant cette façon de procéder. Chaque petit groupe faisait valoir ses propres estimations salariales à partir d’une ventilation détaillée par tâches, estimations qui variaient non seulement selon le type de production, mais aussi selon le niveau technique des moyens utilisés pour réaliser la production. Ces estimations étaient ensuite mises en regard des prix de vente des productions respectives. Sur cette base, on négociait avec le gouvernement péroniste, et si aucun accord n’était atteint, l’agence gouvernementale IAPI (Instituto Argentino de Promoción al Intercambio) s’acquittait, à partir du Deuxième Plan quinquennal (péroniste), d’une somme d’appoint s’ajoutant en complément du prix du grain pour compenser la hausse de salaire.  
À l’heure actuelle, l’organisation interne de la FAA est moulé sur un découpage du territoire argentin en 16 districts. Elle est dirigée par un directoire, le Conseil directeur central, élu lors du Congrès annuel ordinaire. La FAA a son siège au n°1121 de la rue San Lorenzo à Rosario et publie le périodique La Tierra.

## Histoire

### Fondation et contexte historique
À partir de la fin du XXe siècle, à la faveur de son expansion territoriale (en particulier par la Conquête du désert), de l’introduction de machines agricoles, et de l’immigration massive, l’Argentine commença à exporter des volumes significatifs de produits agricoles (surtout céréales et lin). Toutefois, les fluctuations des prix agricoles sur le marché mondial, les aléas climatiques et la difficulté d’accéder à la propriété de la terre constituaient un éventail de facteurs qui affligeaient dans une mesure variable les petits paysans et les métayers ainsi que les salariés agricoles. Comme la majeure partie de la production céréalière argentine était écoulée sur le marché mondial, il existait une forte dépendance vis-à-vis de la demande extérieure, laquelle était soumise au rythme des cycles économiques, en plus d’être affectée par des événements extérieurs tels que la Première Guerre mondiale. Le fardeau et l’effort dans la production de richesse dans ce secteur d’activité retombaient principalement sur les épaules des ouvriers agricoles et des petits et moyens producteurs, sans commune mesure avec la part des bénéfices qui leur était accordée.  
La structure de répartition de la propriété terrienne — abstraction faite de quelques démembrements consécutifs à des opérations de vente ou à des partages entre héritiers — maintenait pour l’essentiel sa caractéristique historique de haute concentration des biens-fonds en des mains peu nombreuses, et il en était de même pour la propriété des machines agricoles les plus modernes et les plus onéreuses. Schématiquement, le gros de l’excédent agricole dégagé se transformait en bénéfices pour le compte des seules oligopoles de commercialisation, des compagnies de transport ferroviaire et, sous forme de rentes, des grands propriétaires terriens. D’une part, cette situation entravait le progrès et l’amélioration des cultures et avait une répercussion néfaste sur le mode de vie et les conditions de travail de la plupart des paysans, et d’autre part était à la base d’une exploitation outrancière de la main-d’œuvre salariée. La situation était exacerbée encore par le manque d’infrastructures adéquates pour l’entreposage des grains, par la nécessité d’importer l’outillage de l’extérieur, et par l’inexistence de crédit bancaire qui fût accessible pour les petits et moyens producteurs et métayers.
À cette époque, où s’achevait l’expansion du territoire agricole argentin réalisée essentiellement sur la base du fermage et du métayage, ces modes de faire-valoir des terres caractérisaient 57 % des exploitations agricoles dans la province de Buenos Aires, 71 % de celles dans la province de La Pampa, 69 % dans la province de Santa Fe, 43 % en Entre Ríos et 51 % dans la province de Córdoba. Dans la plupart des expériences de colonisation du XIXe siècle, l’octroi, à titre de propriété, d’une parcelle à un agriculteur demeurait un phénomène marginal, alors que dans le même temps un grand nombre d’intermédiaires disposaient de grandes étendues de terre qu’à leur tour ils cédaient à bail. Dans la plupart de ces contrats de fermage, la superficie que les producteurs directs devaient ensemencer se trouvait fixé, ainsi que le type de culture, de même qu’y était stipulé à qui ils auraient à vendre leurs récoltes, avec qui ils auraient à effectuer le battage du blé, et auprès de qui ils devaient se procurer les intrants nécessaires.

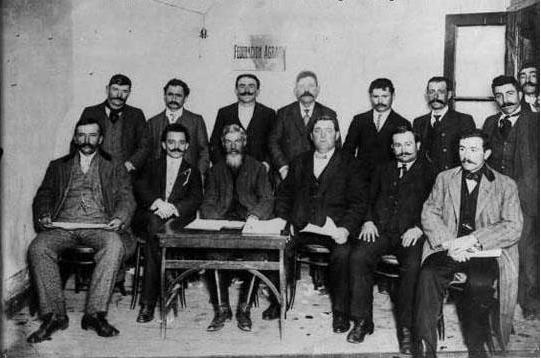
Premier Comité central de la FAA (1912).

Pendant la Première Guerre mondiale, l’Argentine vit chuter les ventes de ses produits agricoles à l’extérieur. Compte tenu de cette nouvelle conjoncture, les grands propriétaires tendirent à privilégier l’élevage bovin, qui dès lors allait souvent supplanter les céréales. Dans ce processus de substitution, où la viande surgelée devenait le principal article d’exportation, des milliers de métayers furent expulsés de leurs champs. Si après la guerre, la situation certes s’améliora bientôt, un nouveau problème se fit jour qui affecta directement les petits et moyens producteurs : la pénurie de sacs idoines pour recueillir les récoltes, ce qui entravait fortement les moissons ; en effet, la fabrication de ces sacs se trouvait entre les mains d’un petit nombre d’entreprises, dont en particulier la firme Bunge & Born, qui avaient beau jeu de fixer arbitrairement le prix du produit ; les mesures décidées alors par le gouvernement radical n’eurent aucun effet. Parallèlement, Yrigoyen, pour faire face à une urgence fiscale, et sans concertation avec les producteurs, frappa d’un impôt (présenté comme transitoire) les exportations agricoles, mesure qui nuisit en premier lieu aux petits et moyens exploitants. Vers 1919, la situation s’aggrava encore par suite de la chute du prix des produits agricoles sur le marché mondial, en l’absence de baisse concomitante des coûts fixes de production. De surcroît, de fortes précipitations endommagèrent la récolte de 1918-1919, et une longue grève dans les ports d’Argentine eut pour effet de retarder les exportations. Cependant, aux alentours de 1920, les prix des céréales repartirent à la hausse, mais la conjoncture nouvelle ne bénéficia guère aux agriculteurs. En continuation de la tendance amorcée pendant la guerre, l’élevage continuait d’apparaître comme l’activité la plus rentable, ce qui renforçait la pression sur les métayers, qui, croulant sous les dettes, étaient constamment menacés par l’éventualité de voir leurs contrats de fermage résiliés.
La FAA fut finalement fondée le 15 août 1912, dans le sillage d’un mouvement historique de protestation des métayers et petits producteurs, connu sous la dénomination de Grito de Alcorta. La plupart de ses membres étaient (et sont) de petits et moyens propriétaires agricoles, principalement concentrés dans les provinces de Santa Fe et de Córdoba. Son premier président était Antonio Noguera, tandis que l’avocat Francisco Netri, l’un des chefs de file du Grito de Alcorta, fut celui qui en inspira la création.

### Décennies 1920 et 1930
Dans les premières années de son existence, la FAA accomplit des efforts soutenus pour diffuser le coopérativisme agraire et pour aider à la mise sur pied de coopératives vouées principalement à l’achat d’équipements et à la vente de céréales. Les premières coopératives furent établies en 1913, dans la localité de Bigand d’abord, bientôt suivie de Chabás, sous l’impulsion de la section locale de la FAA. Au long de la décennie 1910, les  initiatives visant à l’achat, par l’intermédiaire de coopératives, de machines agricoles (en particulier de batteuses et d’égraineuses) se multiplièrent rapidement dans les campagnes de Santa Fe, et au début de la décennie 1920, la FAA encourageait l’acquisition coopérative de hangars dans les ports argentins en vue de la commercialisation des récoltes.  
Dans la période comprise entre 1918 et 1922 se produisit une série de conflits agraires fort importants, où différentes couches et classes sociales se trouvaient impliquées. Des grèves rurales et urbaines éclatèrent non seulement dans la région pampéenne, mais aussi dans d’autres zones d’Argentine. C’est dans ce cadre qu’en 1920, la FAA et la Federación Obrera Regional Argentina (littér. Fédération ouvrière régionale argentine, en abrégé FORA), dominée par les syndicalistes révolutionnaires de la FORA du IXe congrès, signèrent un accord dans la ville bonaerense de San Pedro, par lequel ils s’engageaient à s’appuyer mutuellement dans la réalisation de leurs objectifs et dans leur confrontation avec ceux qui, au regard des rapports de production, étaient leurs adversaires communs. Le monde chacarero traversait alors une période difficile marquée par l’expulsion de métayers hors de leurs champs, pendant que la FAA s’employait à faire adopter une loi sur le bail à ferme propre à réguler celui-ci et à lui dicter des restrictions. La FORA pour sa part poursuivait le but de consolider sa présence et son influence dans un secteur productif aussi important que l’était alors le monde agricole, tout en s’ingéniant à faire barrage à l’emprise croissante des anarchistes sur les salariés des campagnes.

### Sous le péronisme
Cependant, ce n’est qu’avec l’avènement du péronisme que la FAA parvint à donner corps et structure à un vigoureux mouvement coopératif placé sous son égide. Le mouvement devait alors atteindre une ampleur inédite et se révéler capable d’attirer un nombre croissant de producteurs ruraux de diverses catégories. Le nombre de sections locales, de coopératives et d’organisations de jeunesse relevant de la FAA, et les volumes de production que celle-ci était ainsi amenée à gérer, s’accrut de manière vertigineuse. En 1947 fut créée la FACA (Federación Argentina de Cooperativas Agropecuarias ‒ ce dernier terme signifiant « relatif aux cultures », agro, et « à l’élevage », pecuario), entité de deuxième niveau qui comptait en 1951 un effectif de 143 coopératives associées, en plus des 25 en cours de constitution.
Pour rappel, sous le péronisme, la FAA se composait, en plus de l’entité proprement syndicale, des instances suivantes : l’AFA (Agricultores Federados Argentinos), la FAAF (Federación Agraria Agricultores Federados), les Clubes de la Juventud Agraria, et depuis 1947, de l’organe de second échelon FACA (Federación Argentina de Cooperativas Agropecuarias). L’AFA, qui disposait d’élévateurs à grains, de silos, d’entrepôts et de hangars en différents endroits, joua un rôle de premier plan dans les décennies 1940 et 1950, et le nombre de ses associés actionnaires avait augmenté entre 1947 et 1951 de 17 000 à 20 000. La FAAF était une société d’assurances qui couvrait les accidents et sinistres touchant le secteur agraire (grêle, incendie, etc.) et, en accord avec l’article 18 du statut du Peón de campo (ouvrier agricole), garantissait à celui-ci assistance médicale et pharmaceutique. Si à ce moment, la croissance du phénomène coopératif était plus importante dans la région pampéenne, elle ne se limitait toutefois pas à cette seule région, mais s’étendait également dans le nord-ouest et le nord-est du pays, et en Patagonie. Quoique le discours de l’organisation mît l’accent sur les questions culturales, on constate cependant que l’orientation des coopératives était fondamentalement mixte, c’est-à-dire englobant culture et élevage, et que le développement coopératif était significatif également dans l’activité laitière. En 1955, l’organisation comprenait 527 sections réparties sur l’ensemble du territoire argentin, et comptait ensemble 42 967 affiliés. S’y ajoutaient en outre 242 entités culturelles et de jeunesse, avec 20 436 militants. Cette même année 1955, quelque 130 000 membres de coopératives étaient inscrits à la FACA, et le nombre des affiliés pour l’ensemble des entités adhérentes, en ce compris les coopératives, totalisait 161 276 personnes.
L’activité déployée dans les Clubs était conçue comme complémentaire à l’instruction publique ordinaire, en adéquation avec l’importance que le péronisme accordait à l’enseignement technique,. Il est frappant de constater que les appellations de ces Clubs ne faisaient jamais référence à aucune symbolique liée à la question agraire ou à des faits ou à des personnalités notables de l’histoire de la fédération, mais toujours à de grandes figures de l’histoire nationale argentine, en accord du reste avec la place privilégiée que les symboles patriotiques et les traditions nationales tenaient dans les festivités et dans l’imaginaire de la FAA. L’éducation catholique, les valeurs nationales et celles de la structure familiale traditionnelle (où la femme apparaissait souvent représentée comme l’« épouse dévouée et mère du foyer fermier ») étaient aussi des éléments constitutifs de la matrice culturelle du péronisme, avec laquelle apparemment l’esprit de ces associations de jeunes n’entrait pas en contradiction.
Le fait que depuis le Deuxième Plan quinquennal l’encouragement à former des coopératives s’était mué en la politique officielle de l’État argentin joua un rôle central dans ce processus de développement de la FAA. En effet, c’est sous les premiers gouvernements péronistes (1946-1955) que la FAA réussit à mettre en place et à structurer un vigoureux mouvement coopératif, sur une échelle sans précédent, aiguillonné par des politiques publiques incitatives en faveur du coopérativisme agraire. Dans le cadre de ce processus de développement comme concrétisation d’un projet institutionnel de la FAA d’une part, et l’État argentin, dont l’interventionnisme allait croissant, d’autre part, apparut bientôt un ensemble de nouveaux espaces d’interaction institutionnelle. 
Depuis 1930 en effet, et dans une mesure plus forte à partir de l’avènement du péronisme, s’était mise en place une matrice étato-centrée, laquelle consistait en deux couples de processus complémentaires définissant les relations entre État et marché d’une part, et entre État et société civile d’autre part. En ce qui concerne le premier ensemble de relations, il est à noter que les marchés étaient sujets à interventions, restrictions et régulations étatiques allant dans le sens d’un modèle d’accumulation basé sur la substitution aux importations et sur la priorité donnée au marché intérieur.
Sous le premier mandat de Perón, encore marqué par la confrontation entre la FAA et le gouvernement, les différentes instances constitutives de la Fédération agirent comme des structures de mobilisation, en ceci qu’elles s’érigèrent en importants espaces de discussion des sujets problématiques, de canalisation des conflits, et de mobilisation. Ultérieurement, à partir de la deuxième présidence de Perón (1952-1955), ces mêmes structures institutionnelles de la FAA agiront au contraire comme vecteurs de l’intégration dans la politique de l’État.
On peut distinguer deux étapes dans les relations entre les coopératives de la FAA et l’État argentin. Dans la première de ces étapes prévalait une situation de confrontation de la FAA avec l’État et avec les grands propriétaires terriens, alors qu’à partir de 1949, et de façon plus marquée encore après qu’eut été approuvé le Deuxième Plan quinquennal, il y eut un rapprochement significatif avec l’État et avec les politiques péronistes. Avec l’arrivée de Perón à la présidence, on note plus particulièrement la centralité qu’allait acquérir pour la FAA la revendication de l’accession à la propriété de la terre, question qui fut dès lors sous-jacente à toute son action collective et fortement imbriquée dans la représentation que la FAA véhiculait du chacarero (petit exploitant ou métayer), à savoir comme paysan exploité « vilement » par le grand propriétaire. À cette époque, le journal La Tierra dénonçait souvent, en termes âpres, les cas d’expulsion de métayers, évoqués au titre de questions centrales, portées dans le débat public, et mettait en évidence l’état d’exploitation et de soumission des métayers vis-à-vis des grands propriétaires fonciers, en soulignant l’impérieuse nécessité de secouer ce joug. La FAA veillait à vérifier que la nouvelle loi sur les fermages (ley de arrendamientos) fût effectivement appliquée et que les expulsions fussent bien suspendues. Les attentes en matière de réforme agraire, suscitées initialement par le gouvernement lui-même au travers du Conseil agraire national (Consejo Agrario Nacional), puis par la suite réduites en pratique à une campagne de propagande, gardèrent mobilisée l’organisation en vue de cet objectif. En ce qui concerne la loi de régulation des baux de fermage, l’on voyait comme étant particulièrement favorable la disposition contenue dans la loi relativement au droit du métayer à requérir une révision des prix s’il les jugeait désavantageux pour lui. Un des points les plus controversés dans les rapports entre État et secteurs chacareros était la prescription officielle obligeant les producteurs à embaucher leurs moissonneurs dans les bourses de travail dominées par le syndicat rural, qui représentait les intérêts des travailleurs intermittents (Centro de Oficios Varios), ce qui avait pour effet d’évincer les membres eux-mêmes de la famille chacarera et allait du reste au rebours de la tendance à recourir abondamment à la main-d’œuvre familiale comme moyen de minimiser les coûts de production. La législation sur le travail salarié agricole était perçu comme une ingérence de l’État dans le travail familial de la petite exploitation, c’est-à-dire dans une sphère considérée comme relevant éminemment de la décision privée. Les conflits sociaux qui en avaient résulté furent cependant désactivés lors de la deuxième étape, lorsque l’État péroniste consentit à admettre le libre travail pour la famille paysanne et le droit de décider librement sur le transport de sa propre production. La position de la FAA concernant cet antagonisme social consistera à donner son assentiment aux hausses de salaire, dans la mesure seulement où celles-ci s’assortissaient d’une augmentation des prix payés au producteur.
Sous le péronisme, la FAA allait ainsi devenir partie prenante dans un ensemble d’institutions étatiques en rapport avec la problématique agraire. Elle était représentée au sein du Consejo de Investigaciones Agrícolas (littéralement Conseil de recherche agricole, ressortissant au ministère de l’Agriculture), dans les Commissions paritaires sur le travail salarié, et, si elle estimait que les résolutions gouvernementales lui étaient préjudiciables, pouvait saisir les tribunaux compétents. Une forme privilégiée de participation aux structures mises en place par le gouvernement était la négociation collective, qui, si elle était susceptible de déboucher sur un accord, comportait aussi la faculté pour la FAA de marquer son désaccord. L’adhésion de la FAA à la politique agraire gouvernementale devait se consolider plus avant encore et prendre corps davantage par la création des Centres régionaux de coopération agraire (rebaptisés plus tard Centres régionaux de promotion agraire), organismes dont la fonction principale était la promotion de l’agriculture locale, auxquels participaient la FAA, des représentants de l’État, de la Banque nationale (Banco Nación), et qui allaient s’ériger en principaux pourvoyeurs de crédit au secteur agricole et au système coopératif.

## Missions

### Historiquement
La mission de la FAA était de prendre en charge les intérêts sectoriels des chacareros (petits exploitants et métayers), sur les plans syndical et politique. Dans la vision de la FAA, la lutte syndicale présentait un caractère de classe, attendu que le secteur chacarero était défini par elle comme « la classe des agriculteurs ». Cette classe devait s’efforcer de conclure des alliances avec des collectivités plus larges, appartenant à d’autres secteurs agraires ou non agraires ; en effet, l’appel qui était souvent fait par la FAA à « tous ceux qui constituent le travail dans ses différents manifestations » s’adressait également aux petits commerçants, aux gens de métier, aux ouvriers d’usine ou des campagnes, aux employés, etc. C’est dans le cadre de l’alliance de la « classe des agriculteurs » avec les autres secteurs sociaux qu’était envisagée l’action collective et qu’étaient entreprises les négociations, ou qu’était formulées les revendications face aux pouvoirs publics.
La mission de la FAA se traduisait par l’appel à la lutte syndicale et par la mise sur pied de diverses activités de promotion régionale. Ces dernières visaient à attirer l’attention sur, et à convier à la participation et à la réflexion autour, d’activités telles que la réalisation de pépinières expérimentales, d’expositions agricoles, de conférences et d’ateliers divers, etc. La FAA faisait siennes des problématiques telles que la remise en état de la voirie, l’amélioration de l’enseignement dans les écoles rurales, la fourniture de services aux différentes localités, etc. 
Entre interventionnisme de l’État et laissez-faire économique, la FAA se positionnait résolument en faveur de la première option. Toutefois, si elle prônait l’intervention de l’État dans le domaine de la commercialisation des productions agricoles, la FAA adoptait en matière de législation du travail un point de vue libéral, car le syndicat considérait l’embauche sous contrat de main-d’œuvre comme une affaire privée, sujette à la décision exclusive de la famille paysanne, où l’ingérence des autorités publiques signifierait une atteinte à la liberté individuelle. Si donc la FAA s était dès sa fondation prononcée en faveur de l’interventionnisme de l’État, ce ne sera cependant qu’avec le Deuxième Plan quinquennal qu’elle estimera pouvoir s’accorder avec la politique péroniste et admettra que les producteurs agricoles devaient être représentés dans les institutions officielles, par le truchement des coopératives et des entités syndicales. Une condition essentielle à sa participation dans cette politique était que l’organisation pût préserver son autonomie, seule capable d’assurer à la FAA son rôle de véritable représentant des intérêts chacareros.
La FAA encourageait la formation de Clubs de la jeunesse agraire, dont elle était en général l’initiatrice. Ces clubs, conçus comme des espaces privilégiés, différenciés du reste de l’organisation, étaient voués à la socialisation des jeunes et à leur initiation aux principes doctrinaux de la FAA, et au recrutement et à la formation des nouveaux affiliés et de nouveaux dirigeants de l’organisation. Ces petites sociétés allaient à partir de 1943 s’accroître significativement en nombre. L’un des objectifs primordiaux des clubes était de « donner pleine capacité à notre jeunesse », objectif à la réalisation duquel les clubs étaient vus comme « le nouveau bastion de la jeunesse paysanne que aspire à s’élever culturellement pour occuper les lieux de lutte qui leur correspondent ». Par « pleine capacité », il fallait entendre la préparation au combat syndical et la formation aux principes de solidarité du coopérativisme, ainsi que l’instruction technique spécialisée dans le domaine agricole.

### Centralité de l’idée coopérative
Le projet de la FAA attachait une importance stratégique aux coopératives, en considération de ce que celles-ci renforçaient la capacité de négociation du producteur agricole et qu’elles constituaient une riposte appropriée face à l’existence d’une structure agroalimentaire monopolisante, en particulier sur le plan de la commercialisation de la production. Les dirigeants formés dans le militantisme syndical agissaient en propagateurs de l’idéal coopérativiste et étaient les principaux initiateurs de nouvelles coopératives. Pour la FAA, les coopératives devaient être les principales bénéficiaires des flux de crédits et de l’assistance technique qu’octroyait l’État péroniste. Par « coopérativisme intégral », les militants de la FAA entendaient non seulement le bon fonctionnement des coopératives, mais aussi que ce mode d’organisation eût une présence généralisée dans les campagnes, jusqu’à se substituer à l’ancien système de commercialisation. C’est du reste dans la défense des intérêts plus généraux du secteur que devait s’inscrire l’action coopérative. La FAA incarnait et symbolisait les valeurs associées à cette perspective générale, laquelle inévitablement comportait une vision « de classe » et une attitude d’opposition au camp de la grande propriété terrienne, à telle enseigne que la FAA prenait soin de « maintenir élevée la morale politique et civile des individus, en évitant qu’ils ne deviennent égoïstes » ; en effet, sans cet élément fondateur, adossé à des valeurs politico-culturelles, il serait impossible de mettre en œuvre l’idéal coopérativiste, et l’on se fourvoirait à recréer les anciens rapports de pouvoir. C’est pourquoi la FAA insistait que la création et le fonctionnement des coopératives dût être soumis à son pilotage politico-culturel.

### Missions et objectifs aujourd’hui
La FAA a pour mission de défendre les intérêts des petits et moyens producteurs agricoles dans l’ensemble de l’Argentine, en s’impliquant dans les différents débats et thématiques en rapport avec la conjoncture du secteur, et ce face aux actions des gouvernements, des entreprises privées et d’autres secteurs susceptibles d’attenter aux droits de ses affiliés. Selon ses statuts, l’organisation se propose d’« assumer la représentation des intérêts et aspirations de ceux qui l’ont rejointe, venus de toutes les parties du pays », et reste « attachée au respect des personnes et garde en vue les intérêts supérieurs de la nation ». À cet effet, la FAA pourra, selon ce qu’énonce sa Charte fondatrice, accomplir tout type de services, y compris des prestations mutuelles, en faveur de ses entités intégrantes et des affiliés de celles-ci, de manière directe ou en faisant appel à des tiers ; et, de même, réaliser des activités industrielles, régionales et/ou d’échange coopératif, moyennant qu’elles aient pour objectif la défense du cultivateur et de l’éleveur.
Tout au long d’un siècle d’existence, la FAA a maintenu un positionnement officiel favorable à la démocratie en Argentine et affirmé historiquement la nécessité de légiférer au profit des petits et moyens producteurs. En outre, et en particulier dans la décennie 1990, la FAA s’est engagée, aux côtés du mouvement ouvrier et des organisations sociales, dans les grandes luttes multisectorielles contre le modèle néolibéral et contre les processus de concentration économique dans les campagnes. L’une des missions de la FAA consiste également à affronter les oligopoles des chaînes de commercialisation et d’exportation des produits agricoles, ainsi qu’à défendre vigoureusement les droits des agriculteurs notamment face aux prétentions de la multinationale Monsanto à prélever des redevances. 
L’organisation se prononce en faveur d’un modèle agricole propre à assurer la pérennité de l’agriculture familiale et à permettre le coopérativisme. La FAA préconise, en divers domaines, des politiques publiques différenciées pour le secteur.
Parmi les principaux projets en matière de politique publique touchant à l’agriculture familiale et aux petits et moyens producteurs qui font l’objet de l’attention particulière de la FAA à l’heure actuelle (2019), figurent notamment : la loi contre l’aliénation de terres (qui a été adoptée) ; la nouvelle loi sur les contrats agraires, tendant à s’opposer au processus de concentration de l’utilisation de la terre ; la création d’un Institut national des terres, afin d’assurer la démocratisation de, et l’accès à, la propriété de la terre ; la loi portant suspension des expulsions de paysans et tenant à la régularisation domaniale ; une réforme fiscale axée sur le principe de l’imposition progressive ; la segmentation des droits d’exportation s’appliquant aux grains, et, aussi longtemps que ces droits sont en vigueur, la mise en place d’une Agence fédérale de stimulation et promotion agricoles (AFEPA), ayant vocation à réguler le commerce des céréales en Argentine ; une garantie de prix minimums et une politique de soutien aux petits et moyes producteurs ; l’enracinement de la jeunesse rurale ; une loi sur les semences propre à garantir le droit pour les petits producteurs d’utiliser leurs propres semences et à assurer la souveraineté technologique de l’Argentine en matière d’ingénierie génétique ; un plan national de développement de l’élevage qui soit supervisé par les petits producteurs ; un programme d’assurances agricoles ; un système de financement avec taux d’intérêts différenciés selon la taille de l’exploitation ; un plan national de développement de l’activité laitière ; le développement de l’agriculture familiale comme socle de la sécurité et autosuffisance alimentaires de l’Argentine ; une politique de soutien et d’impulsion des économies régionales ; un plan national de développement de la production porcine ; la création d’un Institut de promotion des viandes alternatives ; la modification de la loi nationale sur les viandes ; et la promotion des abattoirs municipaux.

## Corrélats
- Société rurale argentine